# I liga polska w hokeju na lodzie (1985/1986)
31. sezon I ligi polskiej w hokeju na lodzie rozegrany został na przełomie 1985 i 1986 roku. Był to 50 sezon rozgrywek o Mistrzostwo Polski w hokeju na lodzie. Mistrzem Polski został zespół Polonii Bytom. Był to drugi tytuł mistrzowski w historii klubu. 

## Formuła rozgrywek
Drużyny rozegrały między sobą po dwa mecze w pierwszej fazie zakończonej w weekend 16-17 listopada 1985. W drugiej fazie podzielono tabelę na grupą drużyn silniejszych, które rozegrały po dwa mecze, oraz grupę słabszych, które zagrały po cztery spotkania. Drugi etap zakończył się w weekend 25-26 stycznia 1986. W fazie play-off rozpoczętej 31 stycznia 1986 drużyny grały między sobą do dwóch zwycięstw w każdej parze.

## Grupa "Silniejsza"

### Tabela
| Lp. | Zespół              | M  | Pkt | W | R | P | G+  | G−  | +/− |
| --- | ------------------- | -- | --- | - | - | - | --- | --- | --- |
| 1   | Polonia Bytom       | 28 | 46  |   |   |   | 154 | 62  | +92 |
| 2   | Podhale Nowy Targ   | 28 | 42  |   |   |   | 143 | 74  | +69 |
| 3   | Zagłębie Sosnowiec  | 28 | 41  |   |   |   | 182 | 100 | +82 |
| 4   | Naprzód Janów       | 28 | 33  |   |   |   | 125 | 109 | +16 |
| 5   | Stoczniowiec Gdańsk | 28 | 20  |   |   |   | 107 | 160 | -53 |
| 6   | GKS Katowice        | 28 | 19  |   |   |   | 104 | 151 | -47 |

## Grupa "Słabsza"

### Tabela
| Lp. | Zespół            | M  | Pkt | W | R | P | G+  | G−  | +/−  |
| --- | ----------------- | -- | --- | - | - | - | --- | --- | ---- |
| 7   | ŁKS Łódź          | 30 | 29  |   |   |   | 136 | 137 | -1   |
| 8   | GKS Tychy         | 30 | 26  |   |   |   | 119 | 129 | -10  |
| 9   | Cracovia          | 30 | 22  |   |   |   | 124 | 151 | -27  |
| 10  | Legia KTH Krynica | 30 | 10  |   |   |   | 90  | 211 | -121 |

      = Awans do ćwierćfinału
Drużyna Legii KTH, wobec braku zadaszenia na własnym lodowisku w Krynicy-Zdroju, drugą fazę rozgrywek rozgrywała na lodowisku Torsan w Sanoku.

## Play-off

### Ćwierćfinały
| Polonia Bytom      | - | GKS Tychy           | 2-0 | 10:1, 6:1     |
| Podhale Nowy Targ  | - | ŁKS Łódź            | 2-1 | 6:4, 1:4, 5:0 |
| Zagłębie Sosnowiec | - | GKS Katowice        | 2-0 | 4:3, 5:2      |
| Naprzód Janów      | - | Stoczniowiec Gdańsk | 2-0 | 8:2, 5:3      |

## Półfinały
| Polonia Bytom     | - | Naprzód Janów      | 2-0 | 3:1, 6:2      |
| Podhale Nowy Targ | - | Zagłębie Sosnowiec | 2-1 | 5:3, 2:3, 4:2 |

## Mecze o miejsca 5-8
| GKS Tychy    | - | Stoczniowiec Gdańsk | 2-1 | 5:4, 5:9, 4:3 |
| GKS Katowice | - | ŁKS Łódź            | 2-1 | 8:6, 4:7, 4:2 |

### Mecz o 7. miejsce
| ŁKS Łódź | - | Stoczniowiec Gdańsk | 0-2 | 2:6, 4:7 |

### Mecz o 5. miejsce
| GKS Katowice | - | GKS Tychy | 1-2 | 1:0, 2:3, 3:10 |

## Mecz o 3. miejsce
| Naprzód Janów | - | Zagłębie Sosnowiec | 2-1 | 2:1 (p.d.), 4:5, 3:1 |

## Finał
| Polonia Bytom | - | Podhale Nowy Targ | 2-1 | 1:0, 3:4, 4:2 |

## Baraż o utrzymanie
| Cracovia | - | Legia KTH Krynica | 2-0 | 8:4, 6:3 |

Spadek: Legia KTH Krynica

## Nagrody
| Nagroda            | Zawodnik       | Klub               |
| ------------------ | -------------- | ------------------ |
| Złoty Kij          | Jerzy Christ   | Polonia Bytom      |
| Najlepszy strzelec | Andrzej Zabawa | Zagłębie Sosnowiec |

## Klasyfikacja strzelców
| Lp. | Zawodnik            | Klub                | B  | A  | Pkt |
| --- | ------------------- | ------------------- | -- | -- | --- |
| 1   | Andrzej Zabawa      | Zagłębie Sosnowiec  | 52 | 30 | 82  |
| 2   | Jan Stopczyk        | ŁKS Łódź            | 41 | 18 | 59  |
| 3   | Jarosław Morawiecki | Zagłębie Sosnowiec  | 31 | 23 | 54  |
| 4   | Marek Stebnicki     | Polonia Bytom       | 35 | 13 | 48  |
| 5   | Roman Steblecki     | Cracovia            | 29 | 16 | 45  |
| 6   | Bogdan Pawlik       | Cracovia            | 21 | 22 | 43  |
| 7   | Zbigniew Kurczewski | Stoczniowiec Gdańsk | 30 | 12 | 42  |
| 8   | Janusz Wielgus      | GKS Katowice        | 26 | 16 | 42  |